# Isoperla hyblaea
Isoperla hyblaea är en bäcksländeart som beskrevs av Giovanni Consiglio 1961. Isoperla hyblaea ingår i släktet Isoperla och familjen rovbäcksländor. Inga underarter finns listade i Catalogue of Life.